# Robert Enrico
Robert Enrico (Liévin, Nord-Pas-de-Calais, França, 13 de abril de 1931 — Paris, França, 23 de fevereiro de 2001) foi um cineasta e roteirista de cinema francês.

## Filmografia
Diretor
- Fait d'hiver (1999)
- Saint-Exupéry: La dernière mission (1996) (televisão)
- Vent d'est (1993)
- La Révolution française (1989) (segmento: "Les Années Lumière")
- Le Hérisson (1989) (televisão)
- De guerre lasse (1987)
- Zone rouge (1986)
- Au nom de tous les miens (1985) (minissérie de televisão)
- Au nom de tous les miens (1983)
- Pile ou face (1980)
- L'Empreinte des géants (1980)
- Un neveu silencieux (1977)
- Le vieux fusil (1975) - César de melhor filme
- Le Secret (1974)
- Les Caïds (1972)
- Boulevard du rhum (1971)
- Un peu, beaucoup, passionnément... (1971)
- Ho! (1968)
- Tante Zita (1968)
- Les Aventuriers (1967)
- Les Grandes gueules (1966)
- Le Théâtre de la jeunesse: La redevance du fantôme (1965) (televisão)
- La Rivière du hibou, episódio de The Twilight Zone (1964)
- Contre point (1964)
- Au coeur de la vie (1963)
- La Belle vie (1963) - Prémio Jean Vigo
- La Rivière du hibou (1962)
- Montagnes magiques (1962)
- Chickamauga (1962)
- Thaumetopoea, la vie des chenilles processionnaires du pain et leur extermination contrôlée (1961)
- Thaumetopoea (1960)
- Jehanne (1956)
- Paradiso terrestre (1956) (codiretor)